# Västra Sorgenfri
Västra Sorgenfri is een deelgebied (Delområde) in het stadsdeel Södra Innerstaden van de Zweedse stad Malmö. De woonwijk telt 6167 inwoners (2013) en heeft een oppervlakte van 0,41 km². Het gebied ligt tussen de wegen Föreningsgatan en de Nobelvägen ten zuidwesten van de belangrijke straat Amiralsgatan, Malmö.
Het zuidelijke deel bestaat uit woningen uit de vroege jaren 1900. Op de hoek Amiralsgatan-Föreningsgatan staan twee huizenblokken met een voor die tijd typerende architectuur. Verder zijn er een aantal met elkaar verbonden huizen uit verschillende tijdperken die het stenen karakter van de stad accentueren. Er zijn ook een kunstacademie, een synagoge en een aantal scholen.